# Jugement dernier (Fra Bartolomeo)
 (mars 2018).
- Si vous ne connaissez pas le sujet, laissez ce bandeau (vous pouvez alors contacter les auteurs).
- Si vous supprimez le contenu mis en cause (vous pouvez préalablement contacter les auteurs),

argumentez précisément cette suppression dans la page de discussion
(un manque de référence n'est pas un argument ; une recherche réelle de référence doit avoir été effectuée, être formellement documentée).
 (mars 2018).
Si vous disposez d'ouvrages ou d'articles de référence ou si vous connaissez des sites web de qualité traitant du thème abordé ici, merci de compléter l'article en donnant les références utiles à sa vérifiabilité et en les liant à la section « Notes et références ».
Pour les articles homonymes, voir Jugement dernier (homonymie).

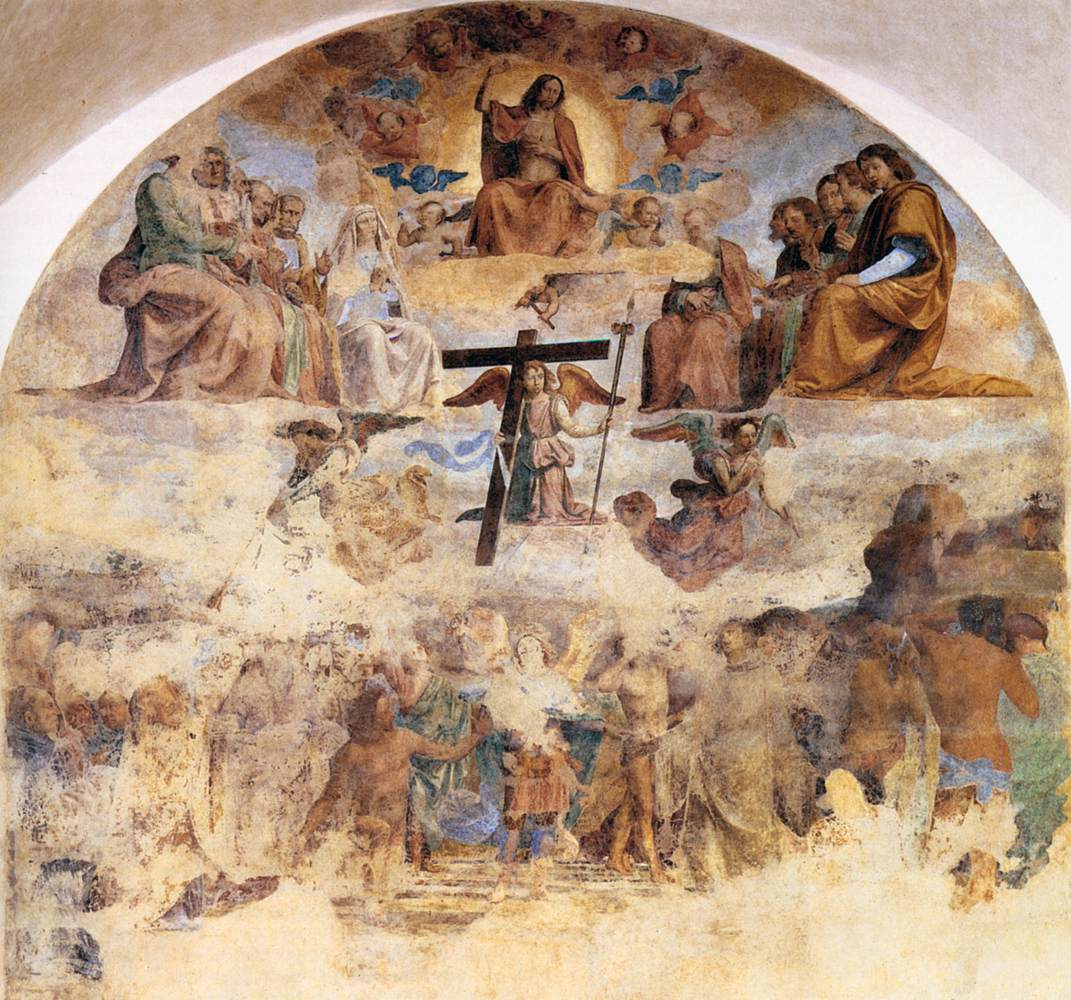
Fra Bartolomeo, Jugement dernier, 1499-1501, fresque, 357x374, Musée San Marco, Florence

Baccio della Porta, plus connu sous le nom de Fra Bartolomeo, réalise son Jugement dernier entre 1499 et 1501 avec l’aide de son ami Mariotto Albertinelli. Cette peinture à fresque est aujourd’hui conservée au Musée San Marco à Florence et mesure 357 centimètres de large sur 374 centimètres de haut. 
 « Baccio était aimé à Florence pour ses qualités ; assidu au travail, naturellement aimable et bon, pénétré par la crainte de Dieu, il aspirait à vivre en paix et fuyait le vice ; assidu aux prêches, il recherchait la compagnie des personnes instruites et sages. »
.   

## Histoire

### Commande
Le 22 avril 1499, Baccio della Porta signe le contrat de commande de son Jugement dernier avec un riche notable florentin, Gerozzo Dini. De son vrai nom Gerozzo di Monna Vanna Dini, le commanditaire est chirurgien à l’hôpital Santa Maria Nuova de Florence. Cette œuvre a pour vocation d’orner la tombe de sa défunte mère, Monna Vanna degli Agli. Elle repose alors dans le cimetière de l’hôpital Santa Maria Nuova, appelé le cloître des Ossements.

### Contexte de réalisation
Baccio della Porta commence son œuvre en avril 1499, et doit la terminer pour le mois d’août, de la même année. Toutefois, l’échelonnement des paiements montre que Baccio prit beaucoup de retard et qu’il était sûrement trop ambitieux de réclamer une telle commande en moins de six mois. Non seulement l’œuvre ne fut pas terminée à temps, mais Baccio abandonna définitivement la réalisation de la fresque en juillet 1500. Effectivement l’artiste donnant plus d’importance à la religion qu’à son art, il quitta Florence pour Prato le 26 juillet 1500 pour devenir frère dominicain. Il laissa les pinceaux ainsi que l’ensemble de ses dessins préparatoires à son ami et assistant Mariotto Albertinelli. Fra Bartolomeo ayant déjà réalisé la partie supérieure de son Jugement dernier, Albertinelli se devait d’achever la partie inférieure. Cependant, de nombreux dessins préparatoires ont été réalisés et l’ensemble de la composition était définie par Fra Bartolomeo, ne laissant à Mariotto Albertinelli que l’exécution des figures. Albertinelli prit cependant la liberté d’ajouter, sur les parties latérales de la fresque, le commanditaire et sa mère, agenouillés et priants.

### Historique de conservation[4]
La fresque fut conservée dans le Cloître des Ossements à l’hôpital Santa Maria Nuova jusqu’en 1657. Cependant, l’insalubrité du cimetière porta préjudice à l’œuvre qui fut très dégradée, principalement dans sa partie inférieure. À cause de cette forte détérioration, elle est déplacée en 1657 dans une cour adjacente au Cloître des Ossements. C’est en 1871 que la fresque de Fra Bartolomeo est transférée dans la galerie des Offices, où elle reste jusqu’en 1900. Elle demeura ensuite à la galerie de l’Académie entre 1900 et 1924 puis fut définitivement transférée au couvent San Marco, lieu où elle est toujours conservée aujourd’hui. 

### Campagnes de restauration[4]
La première restauration de l’œuvre fut menée en 1628 par Matteo Roselli, dans la partie inférieure de la fresque. En 1657, le cloître des Ossements est abandonné et la fresque détachée et déplacée dans une petite cour adjacente. A ce moments là, les deux parties latérales de la fresque figurant le commanditaire et sa défunte mère sont perdues. Il n’en reste aujourd’hui que les dessins préparatoires. Ensuite ce n’est qu’en 1871 que Raffaello Bonaiuti réalise une seconde copie de la fresque, aujourd’hui conservée à la Sopritendenza de Florence. Puis, entre 1986 et 1987 une grande campagne de restauration est menée sur l’œuvre de Fra Bartolomeo, et le résultat est inattendu.

## Description

### Identification des personnages[3]
Le Jugement dernier de Fra Bartolomeo comporte plus de 75 personnages. 
Au centre, figure le Christ dans sa mandorle les bras ouverts, geste typique de l’iconographie du Jugement dernier. Il est entouré de chérubins et de séraphins. Sous le Christ, les anges portent les attributs de la Passion. Il est entouré des apôtres et de la Vierge Marie, assis sur des bancs nuageux. Dans la partie inférieure, ce sont les élus et les damnés qui sont représentés en demi-cercle de part et d’autre de l’archange Saint Michel. Dans cette partie attribuée à Mariotto Albertinelli, plusieurs portraits de grands personnages du XVe siècle ont été ajoutés (comme celui de Fra Angelico, entre autres…). 
Deux prophètes de l’Ancien Testament figurent parmi les élus. En effet, Enoch et Élie figurent dans la partie inférieure de la fresque, tous deux vêtus de grandes toges et de leurs longues barbes. L’un d’entre eux tient dans ses mains un livre. 

### L'eschatologiedans la fresque du Jugement dernier[5]
Le Jugement dernier de Fra Bartolomeo est fidèle à la théologie du Jour du Jugement. Le Jugement dernier correspond à la seconde Parousie, soit la seconde venue de Dieu sur terre. Le terme Parousie vient du grec, παρουσία, parousia signifiant « venue » ou « présence ». 

Lors de la première Parousie, lorsque Dieu se fait homme par la naissance de Jésus, ce dernier promet de revenir une seconde fois dans la Gloire. A plusieurs reprises, ce fait est mentionné dans la Bible, particulièrement dans le Nouveau Testament principalement dans l’Évangile de saint Matthieu, chapitre 24, ainsi que dans les lettres aux Hébreux, chapitre 9.
29[...] Le soleil s’obscurcira, la lune ne donnera plus de clarté, les étoiles tomberont du ciel, et les puissances des cieux trembleront. 30Alors le signe du Fils de l’Homme apparaîtra dans le ciel; alors tous les peuples de la terre se lamenteront, ils verront le Fils de l’Homme arriver sur les nuages du ciel avec beaucoup de puissance et de gloire. 31La grande trompette sonnera et il enverra ses anges aux quatre côtés de la terre; ils rassembleront ceux qu’il a choisis, d’un bout à l’autre du monde. »
« 27Tout homme est destiné à mourir une seule fois, et après cela à être jugé par Dieu. 28De même, le Christ aussi a été offert en sacrifice une seule fois pour enlever le péché de beaucoup d’hommes. Il apparaîtra une seconde fois, non plus pour enlever le péché mais pour sauver ceux qui l’attendent. »
Dans le Jugement dernier de Fra Bartolomeo, la représentation du Christ est fidèle aux Écrits bibliques ainsi qu’à la théologie chrétienne. En effet, si le Christ apparaît en gloire le Jour du Jugement, c’est parce qu’il est resté caché depuis sa première venue sur terre. Entre les deux Parousies, le mystère se développe autour du Christ, car il ne s’expose pas physiquement au monde terrestre. Ainsi il apparaît en Gloire, entouré de nuages, fidèlement aux Écritures. Sur un trône, il est représenté avec un nimbe doré, dont le coloris rayonne autour du Christ. Toute la composition de l’œuvre a pour but de mettre en valeur le Christ, sa Toute-Puissance et sa venue dans la gloire. 

La représentation de la Vierge Marie, ainsi que des apôtres sont des éléments essentiels dans le Jugement dernier. La présence des apôtres dans cette iconographie prend racine dans les Évangiles de saint Matthieu, chapitre 19, et de saint Jean, chapitre 22.
« 27Pierre alors lui dit à part : Voilà, nous avons tout laissé et nous t’avons suivi; qu’y aura-t-il donc pour nous ? 28Jésus leur dit : Oui je vous le dis à vous qui m’avez suivi : lors de la régénération, quand le Fils de l’Homme s’assoira sur son trône de gloire, vous vous assoirez vous aussi sur douze trônes pour juger les douze tribus d’Israël. »
« 28Vous autres, vous êtes demeurés avec moi dans mes épreuves; 29et moi je dispose pour vous d’un règne, comme mon Père en a disposé pour moi, 30pour que vous mangiez et buviez à ma table, dans mon règne, et que vous vous asseyiez sur des trônes pour juger les douze tribus d’Israël. »
Saint Michel prend également un sens particulier dans le Jugement dernier. il est mentionné dans les Saintes Écritures, et plus particulièrement dans l’Apocalypse de Saint Jean, chapitre 12 : 
« 7Ç’a été une guerre dans le ciel. Michel et ses anges ont fait la guerre au dragon et le dragon et ses anges ont fait la guerre 8et n’ont pas été les plus forts, et on n’a plus trouvé leur lieu dans le ciel. 9Il a été jeté le grand dragon, l’antique serpent qu’on appelle le Diable et le Satan, lui qui égare tout le séjour, il a été jeté sur la terre et ses anges ont été jetés avec lui. »
La grande spiritualité de Fra Bartolomeo est manifeste dans cette œuvre. L’ensemble de la composition et des choix iconographiques faits par l’artiste participent à faire de cette œuvre un objet de réflexion. Ce Jugement dernier est une mise en image des textes bibliques, poussant ainsi à la méditation et à la prière.

## Comparaisons

### Les Jugements derniers florentins

#### Nardo di Cione
Des comparaisons peuvent en effet être établies entre les fresques de Nardo di Cione à Santa Maria Novella à Florence et celle de Fra Bartolomeo. Toutes deux réalisées au sein de l’ordre des dominicains, elles présentent quelques similitudes. En effet, Fra Bartolomeo s’en inspire tant dans l’expression de ses personnages que dans la composition globale. 

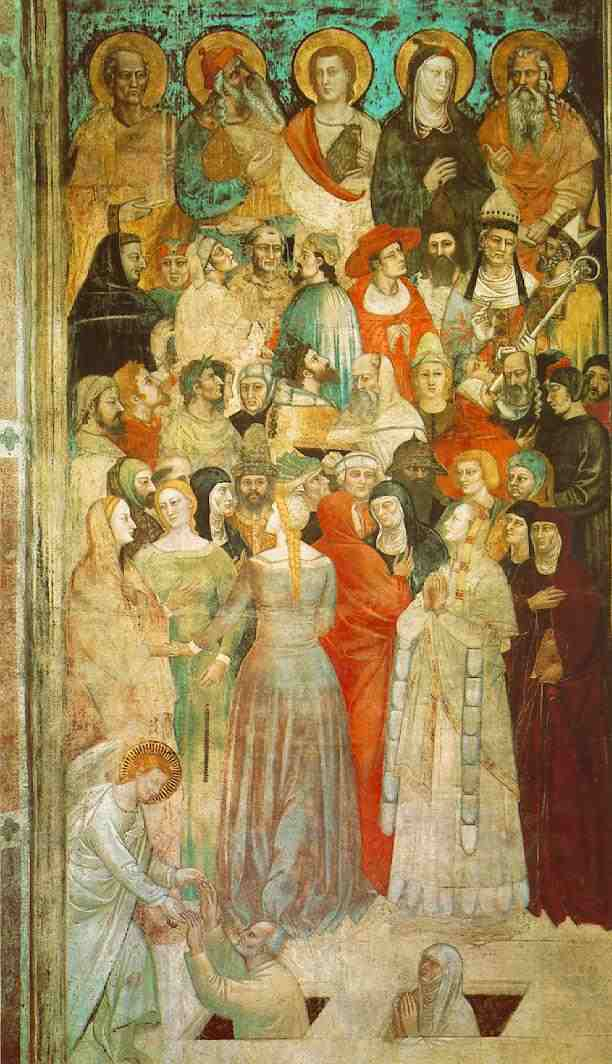
Nardo di Cione, Jugement dernier, 1354-1357. Fresque, Chapelle Strozzi, église Santa Maria Novella, Florence (détail)

L’expressivité dans les figures de Nardo di Cione est très forte. Chaque personnage représenté adopte sa propre attitude, traduisant clairement le rôle qu’il doit occuper. Au sein des élus et des damnés, chaque visage traduit ce que le personnage ressent. Cette individualisation est due à un contexte plus général lié à la Renaissance et à la singularisation de l’art et des individus. Fra Bartolomeo reprend clairement cela. Bien qu’il ne définisse pas socialement ses personnages, l’artiste individualise leurs émotions. Chaque individu figuré, qu’il soit élu, damné, ou assesseur, adopte son propre comportement. 

#### Fra Angelico
Dans le Jugement dernier de Fra Bartolomeo présente de nombreuses similitudes avec le Jugement dernier de Fra Angelico aujourd’hui conservé au couvent San Marco. L’ensemble de ce Jugement dernier tend à la méditation sur le Jour du Jugement. Fra Angelico veut inciter à la réflexion sur la douleur à travers sa figuration de l’enfer. La composition, claire et directe, fait prendre conscience au fidèle que l’accès au Royaume de Dieu se fait par la rédemption et la prière. Comme il a été énoncé précédemment, Fra Bartolomeo conserve cette intention dans son art. La puissance des préceptes de l’ordre des dominicains est ainsi perceptible dans l’art de ces deux artistes.
Nombre d’autres éléments sont apparents dans les deux représentations du Jugement dernier. En effet, Fra Bartolomeo reprend l’iconographie des tombes ouvertes proposée par Fra Angelico.

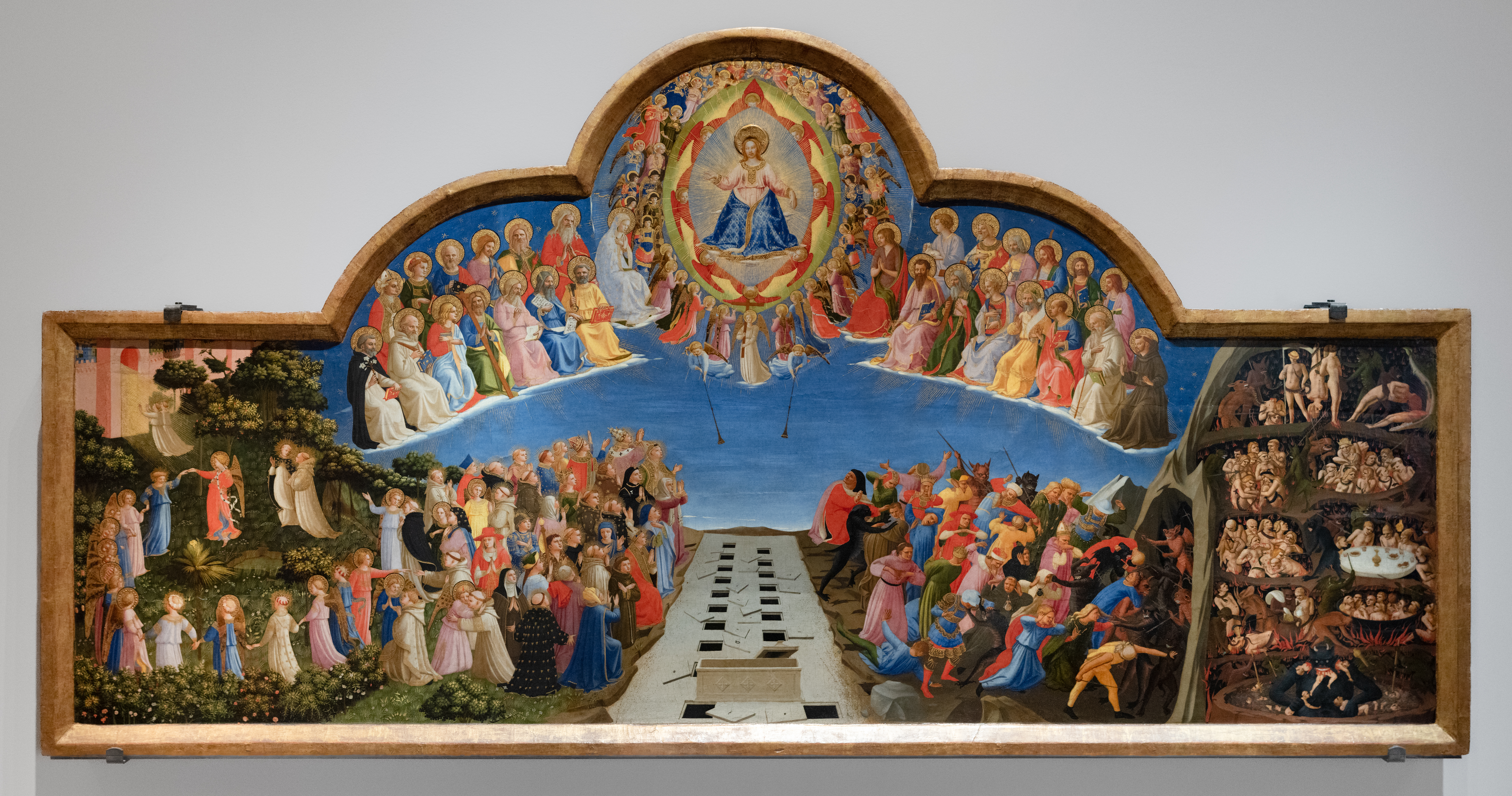
Fra Angelico, Jugement dernier, 1435. Huile sur bois, 105x210cm. Musée San Marco, Florence

Les tribunaux répartis de part et d’autre du Christ montrent également de nombreuses similitudes. Bien que la composition soit plus resserrée dans l’œuvre de Baccio della Porta, l’artiste garde les éléments essentiels de ce que Fra Angelico avait proposé. Assis sur un nuage, les apôtres interagissent entre eux et ne sont pas représentés au même niveau que le Christ. Deux personnages se démarquent, la Vierge à la droite du Christ et saint Jean-Baptiste sur sa gauche. 

C’est de cette œuvre que Fra Bartolomeo est le plus proche sur le plan iconographique et théologique. Fra Angelico était, lui aussi très pieux et en grande recherche de sagesse. Il transmet dans son œuvre sa vision de la religion et les préceptes de son ordre monastique. Ainsi, Fra Bartolomeo fait les mêmes choix, en ajoutant une fonction théologique et méditative à son Jugement dernier.

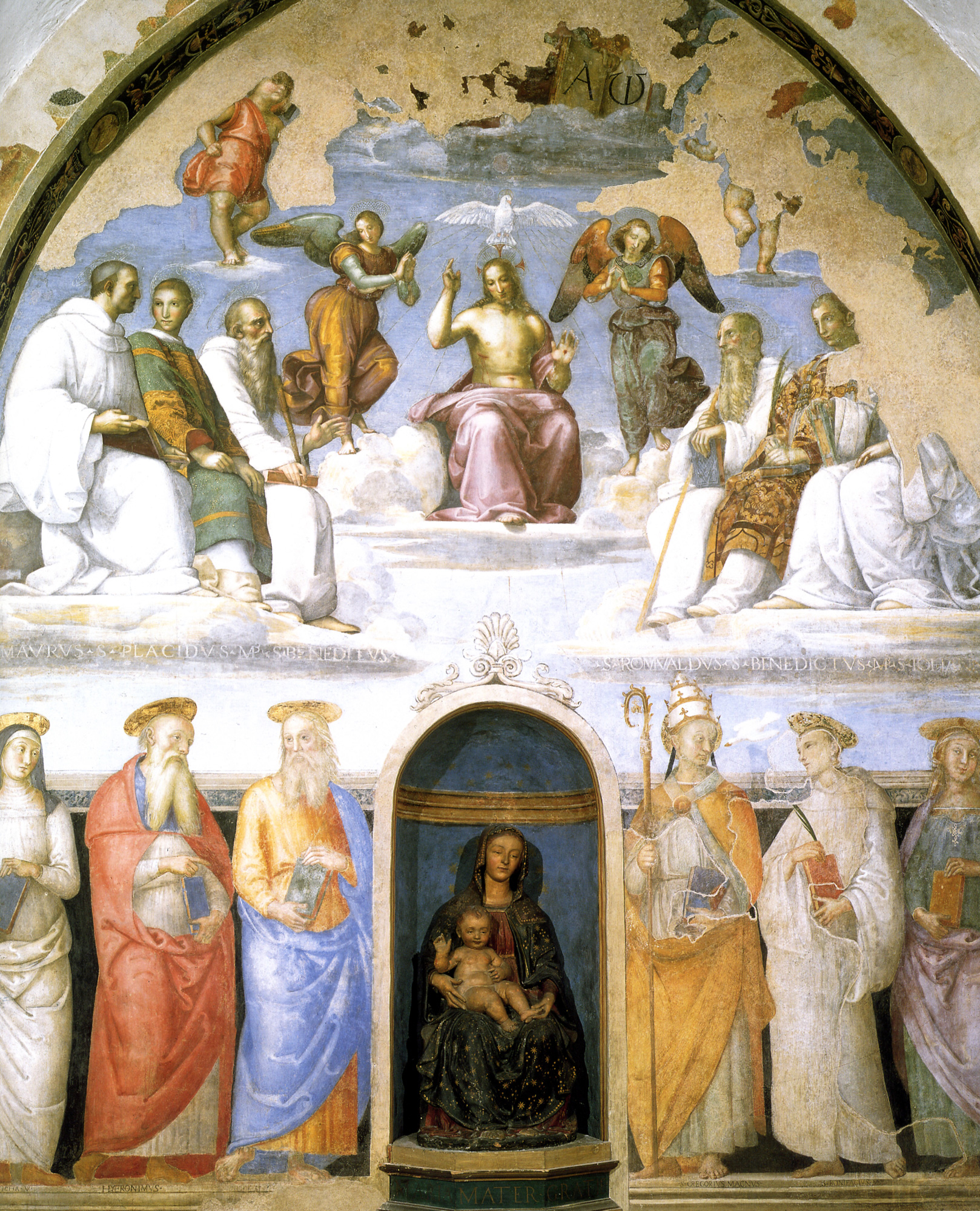
Raphaël, La Gloire de la Trinité, 1505. Fresque, San Severo, Pérouse
Parte inférieure achevée par le Pérugin en 1520

### La postérité du Jugement dernier de Fra Bartolomeo

#### Fra Bartolomeo etRaphaël
« Raphaël d’Urbin vint à Florence afin d’y apprendre la peinture et il enseigna à Fra Bartolomeo les règles de la perspective ; désireux d’apprendre à manier et à fondre les couleurs comme le frère dont les talents de coloriste lui plaisaient, il restait constamment avec lui. »

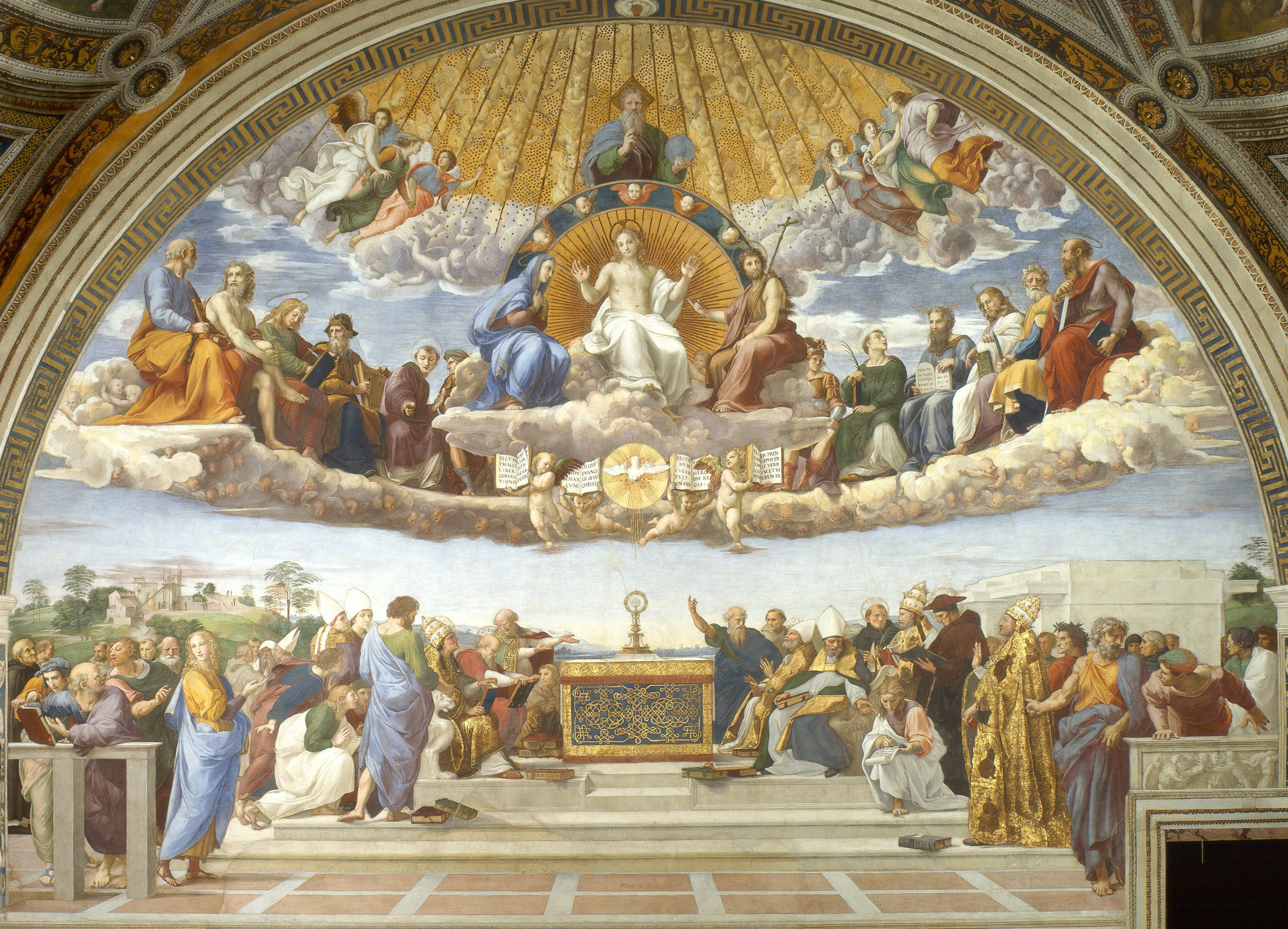
Raphaël, La dispute du Saint Sacrement, 1509-1510. Fresque, 500x770 cm. Chambre de la Signature, Palais du Vatican

Selon Vasari, les deux artistes auraient entretenu une relation amicale et professionnelle de 1505 à 1506. Naturellement, l’un et l’autre jouèrent un rôle important dans leurs vies artistiques. Et plus particulièrement, le Jugement dernier de Fra Bartolomeo joua un rôle majeur dans certaines œuvres de Raphaël. En effet, dans La Gloire de la Trinité, la composition rappelle celle que propose Fra Bartolomeo. La Gloire de la Trinité amorçait déjà les prémices de ce que serai plus tard La Dispute du Saint Sacrement. Ici aussi, la composition globale de la fresque rappelle clairement celle du Jugement dernier de Fra Bartolomeo. Bien que les sujets représentés ne soient pas des Jugements derniers, Raphaël a fortement été imprégné de l’œuvre de Fra Bartolomeo. De nombreuses similitudes sont perceptibles dans la composition, mais également dans les positions des personnages.